# John Paul Young
John Paul Young  (født 21. juni 1950 i Glasgow, Skotland) er en australsk popsanger.

## Diskografi
- Hero (1975)
- J.P.Y. (1976)
- Green (1977)
- Love Is in the Air (1978)
- Heaven Sent (1979)
- The Singer (1981)
- One Foot in Front (1983)
- Now (1996)
- In Too Deep (2006)